# Лиманська міська територіальна громада
Лиманська міська територіальна громада (до 2016 року — Краснолиманська) — територіальна громада в Краматорському районі Донецькій області України. Адміністративний центр — місто Лиман.
Площа громади — 1209,75 км², населення — 42 871 мешканець (2018).
Утворена 23 липня 2015 року шляхом об'єднання Краснолиманської міськради і всіх селищних (Дробишевська, Кіровська, Новоселівська, Ямпільська і Ярівська) та сільських (Коровоярська, Криволуцька, Рідкодубівська, Рубцівська. Тернівська, Шандриголівська і Яцьківська) рад колишнього Краснолиманського району.

## Населені пункти
У складі громади 40 населених пунктів: 1 місто, 5 селищ міського типу, 30 сіл, 4 селища, які входять до 12 старостинських округів:
| Населений пункт     | Старостинський округ | Населення (2015) |
| ------------------- | -------------------- | ---------------- |
| місто Лиман         | центр ОТГ            | 20988            |
| с-ще Зарічне        | Зарічненський        | 2709             |
| с-ще Ярова          | Ярівський            | 2492             |
| с-ще Ямпіль         | Ямпільський          | 2113             |
| село Торське        | Зарічненський        | 1468             |
| село Рубці          | Рубцівський          | 1410             |
| с-ще Новоселівка    | Новоселівський       | 1370             |
| с-ще Дробишеве      | Дробишевський        | 1115             |
| село Шандриголове   | Шандриголівський     | 950              |
| селище Ставки       | —                    | 803              |
| селище Нове         | Рідкодубський        | 694              |
| село Терни          | Тернівський          | 608              |
| село Коровій Яр     | Коровоярський        | 587              |
| село Лозове         | Рубцівський          | 585              |
| село Олександрівка  | Ярівський            | 538              |
| село Закітне        | Ямпільський          | 496              |
| село Рідкодуб       | Рідкодубський        | 415              |
| село Яцьківка       | Яцьківський          | 374              |
| село Крива Лука     | Криволуцький         | 285              |
| село Колодязі       | Тернівський          | 270              |
| село Щурове         | —                    | 264              |
| село Карпівка       | Рідкодубський        | 263              |
| село Діброва        | Криволуцький         | 253              |
| селище Соснове      | Ярівський            | 235              |
| село Старий Караван | —                    | 191              |
| село Озерне         | Криволуцький         | 171              |
| село Брусівка       | —                    | 163              |
| село Ямполівка      | Тернівський          | 134              |
| село Іванівка       | Тернівський          | 94               |
| село Зелена Долина  | Шандриголівський     | 89               |
| село Середнє        | Шандриголівський     | 86               |
| село Липове         | Рідкодубський        | 78               |
| село Кримки         | Яцьківський          | 70               |
| село Дерилове       | Дробишевський        | 50               |
| село Каленики       | Криволуцький         | 49               |
| село Катеринівка    | Рідкодубський        | 37               |
| село Новомихайлівка | Рідкодубський        | 22               |
| селище Мирне        | Тернівський          | 18               |
| село Новосадове     | Тернівський          | 8                |
| село Вовчий Яр      | Рубцівський          | 7                |